# Комітет Верховної Ради України з питань фінансової політики і банківської діяльності
Комітет Верховної Ради України з питань фінансової політики і банківської діяльності — колишній профільний комітет Верховної Ради України.
Створений 4 грудня 2007 р. як Комітет Верховної Ради України з питань фінансів і банківської діяльності.
Перейменований 4 грудня 2014 р.

## Сфери відання
Комітет здійснює законопроєктну роботу, готує, попередньо розглядає питання, віднесені до повноважень Верховної Ради України, та виконує контрольні функції у таких сферах відання:
- грошово-кредитна політика;
- банки та банківська діяльність;
- валютне регулювання;
- правовий режим цінних паперів, законодавче регулювання ринку цінних паперів, ринку фінансових послуг та фондового ринку;
- діяльність небанківських фінансових установ (та суб'єктів) страхової діяльності;
- функціонування фінансових ринків та запобігання відмиванню незаконних доходів.

## Склад VII скликання[3]
Керівництво:
- Риженков Олександр Миколайович — Голова Комітету
- Азаров Олексій Миколайович — колишній Перший заступник голови Комітету, зараз у бігах, за межами України.
- Кайда Олексій Петрович — Перший заступник голови Комітету
- Кубів Степан Іванович — Заступник голови Комітету
- Ляшко Олег Валерійович — Заступник голови Комітету
- Дзензерський Денис Вікторович — Секретар Комітету
- Клімов Леонід Михайлович — Голова підкомітету з питань грошово-кредитної політики, валютного регулювання та взаємодії з Національним банком України
- Мартиняк Сергій Васильович — Голова підкомітету з питань банківської діяльності
- Яценко Антон Володимирович — Голова підкомітету з питань цінних паперів, фондового ринку, діяльності державних підприємств, операцій, пов'язаних з реалізацією окремих видів майна, діяльності рейтингових агентств
- Єдін Олександр Йосипович — Голова підкомітету з питань діяльності небанківських фінансових установ, торгово-промислових палат
- Бабич Вікторія Володимирівна — Голова підкомітету з питань гарантування вкладів громадян та захисту прав споживачів фінансових послуг
- Бєлькова Ольга Валентинівна — Голова підкомітету з питань функціонування платіжних систем та електронної комерції
- Фурсін Іван Геннадійович — Голова підкомітету з питань фінансового моніторингу, запобігання легалізації та відмиванню незаконних доходів, регулювання та застосування фінансових санкцій
- Пінчук Андрій Павлович — Голова підкомітету з питань страхової діяльності, регулювання ріелторської діяльності та інших операцій на ринку нерухомості, оцінки майна, майнових прав та професійної оціночної діяльності[4].

## Склад VIII скликання[5]
Керівництво:
- голова Комітету — Рибалка Сергій Вікторович
- перший заступник голови Комітету — Довбенко Михайло Володимирович
- заступник голови Комітету — Демчак Руслан Євгенійович
- заступник голови Комітету — Дзензерський Денис Вікторович
- заступник голови Комітету — Лаврик Олег Васильович
- секретар Комітету — Поляков Максим Анатолійович

члени Комітету:
- Жолобецький Олександр Олександрович
- Клімов Леонід Михайлович
- Кубів Степан Іванович
- Різаненко Павло Олександрович
- Романюк Віктор Миколайович
- Солод Юрій Васильович
- Фурсін Іван Геннадійович[2].